# Hexoplon anthracinum
Hexoplon anthracinum là một loài bọ cánh cứng trong họ Cerambycidae.